# خجالت از دوربین

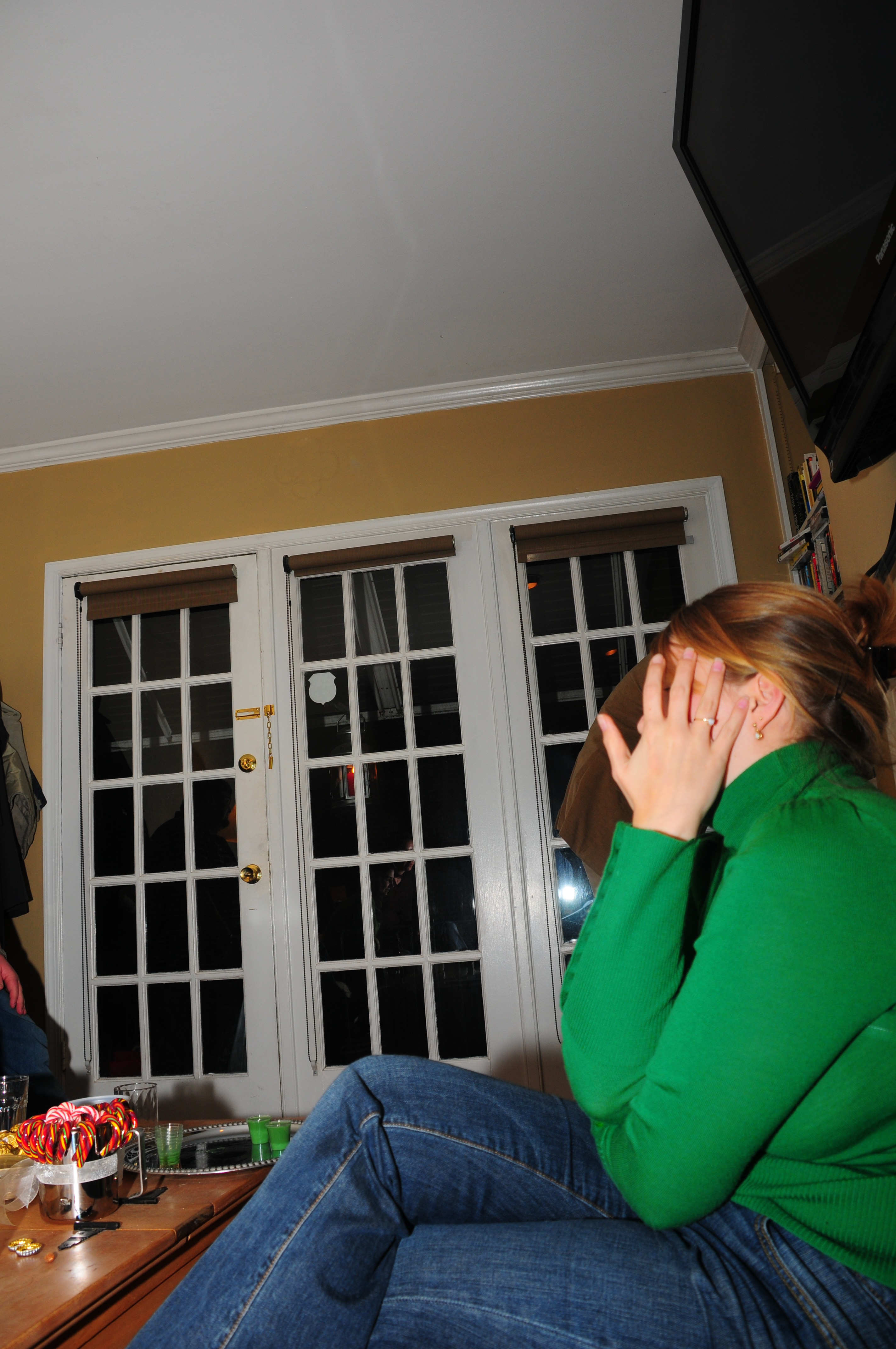
یک زن خجالتی نسبت به دوربین که صورت خود را پوشانده است.

خجالت از دوربین به حالتی گفته می‌شود که شخص تمایلی برای حضور جلوی دوربین و ثبت عکس یا فیلم ندارد و گاهی چنین موقعیتی برای او آزار دهنده است. صحبت در جمع برای چنین افرادی معمولاً مشکل است. این افراد معمولاً از هر گونه جلوی دوربین قرار گرفتن چه عکاسی یا فیلمبرداری طفره می‌روند.